# Anna Karczewska (matematyk)
Anna Karczewska – polska matematyk, dr hab. nauk matematycznych, profesor uczelni Instytutu Matematyki Wydziału Matematyki, Informatyki i Ekonometrii Uniwersytetu Zielonogórskiego.

## Życiorys
22 stycznia 1998 obroniła pracę doktorską Rozwiązania statystyczne równań dyfuzji turbulentnej, 13 maja 2009 habilitowała się na podstawie pracy zatytułowanej Stochastyczne równania Volterry typu splotowego. Została zatrudniona na stanowisku profesora nadzwyczajnego w Zakładzie Teorii Sterowania i Procesów Stochastycznych na Wydziale Matematyki, Informatyki i Ekonometrii Uniwersytetu Zielonogórskiego.
Piastuje funkcję profesora uczelni Instytutu Matematyki Wydziału Matematyki, Informatyki i Ekonometrii Uniwersytetu Zielonogórskiego.